# Otilius Sehlstedt

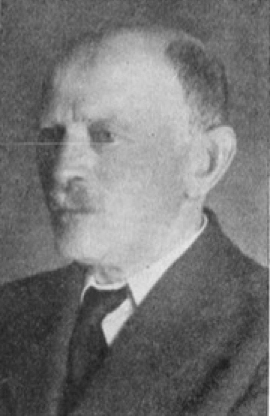
Otilius Sehlstedt

Otilius Sehlstedt (före 1918 som Otilius Österberg), född 5 juni 1867 i Stockholm, död 11 maj 1952, var en svensk arkitekt och byggmästare.

## Biografi
Efter studier vid Ladugårdslandets läroverk och Byggnadsyrkesskolan vid Tekniska skolan följde praktik i New York 1893–97. Mellan 1901 och 1915 drev han egen verksamhet i Stockholm. Sehlstedt var biträdande arkitekt vid Stockholms stadsplanekommission 1915–1932.
Otilius Sehlstedt var far till psykiatern Patrik Sehlstedt.

## Bilder av verk i urval

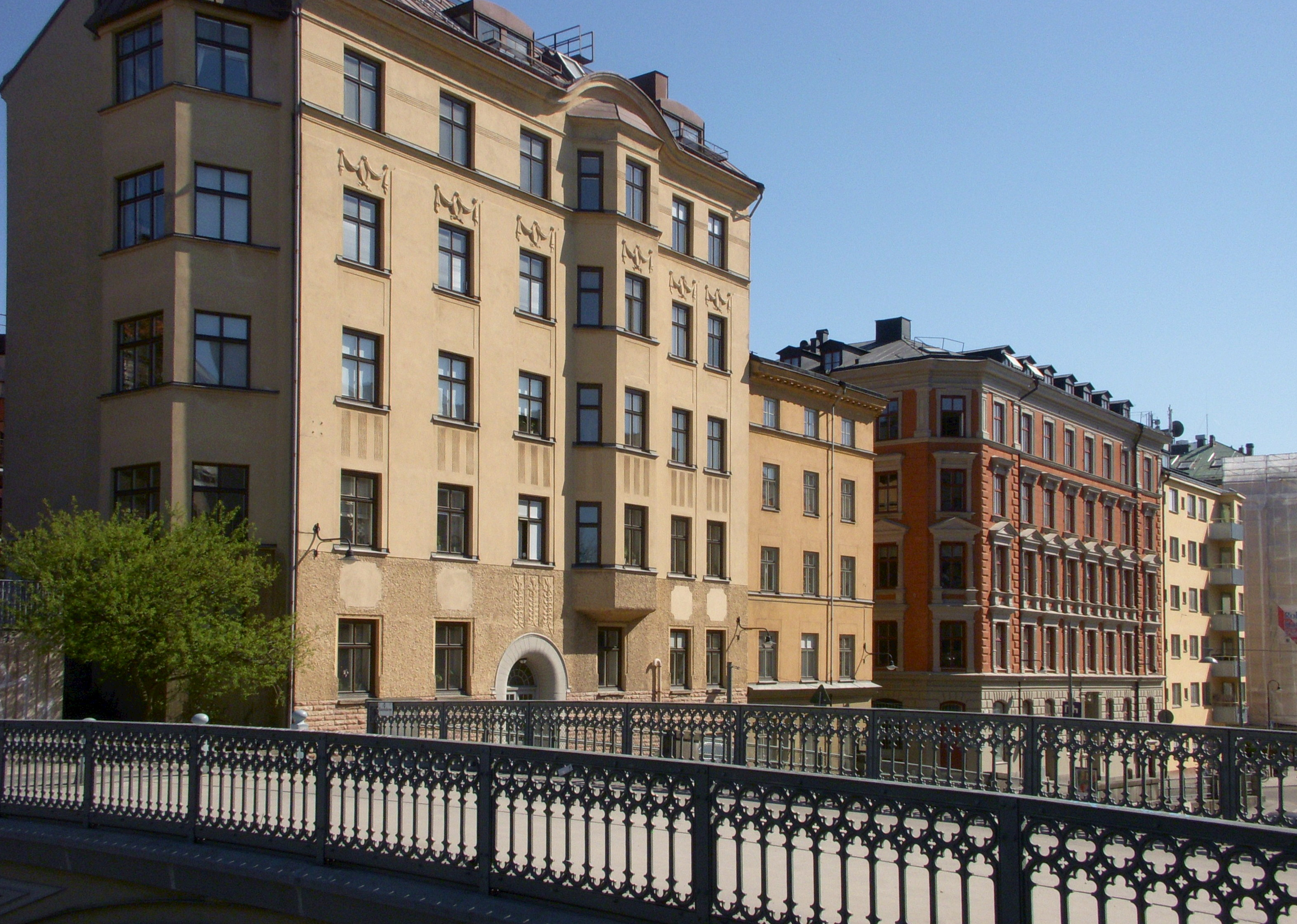
Bastugatan 55 (1905–1906)
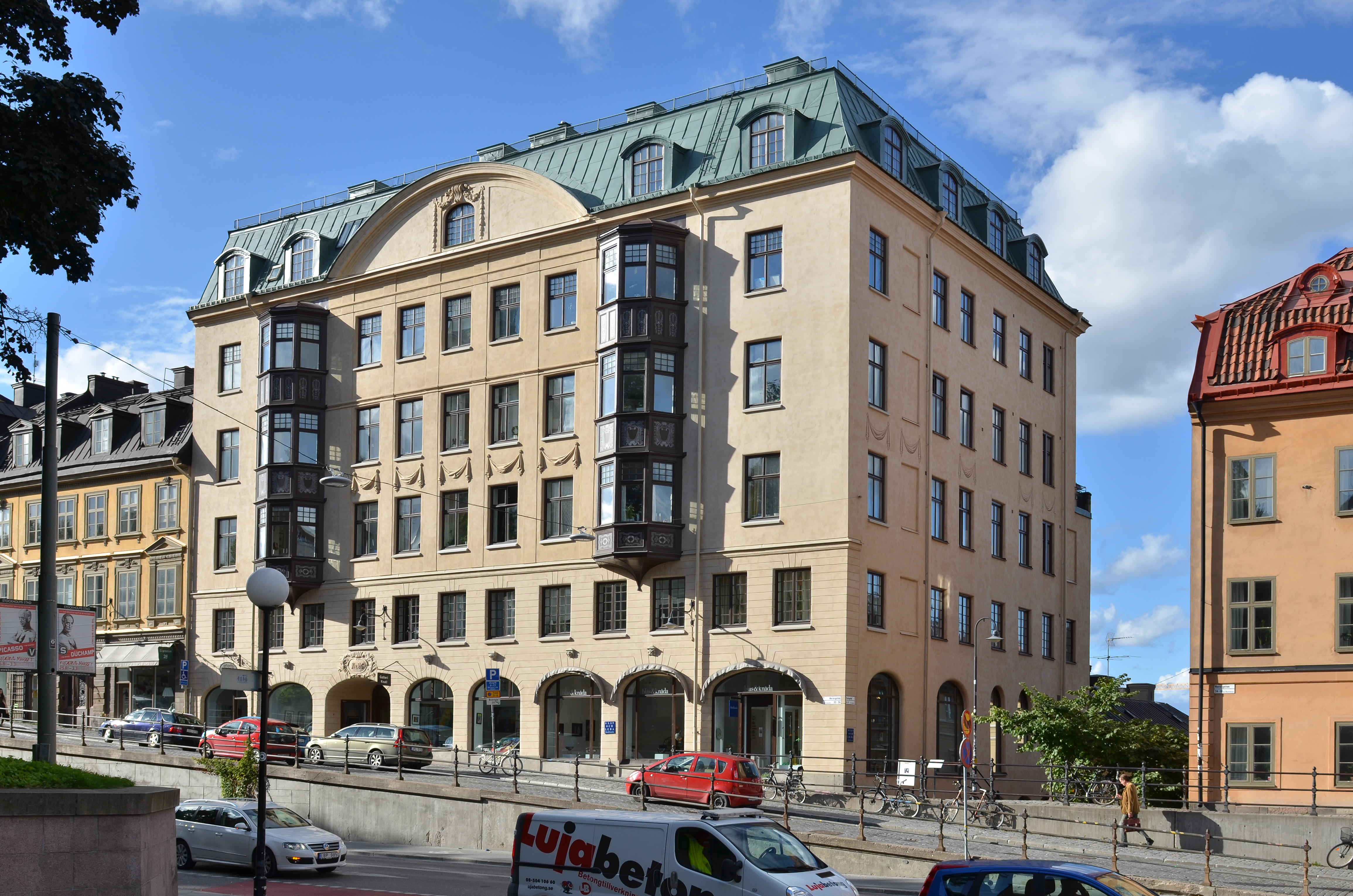
Ombyggnad Hornsgatan 26 (1905–1908)
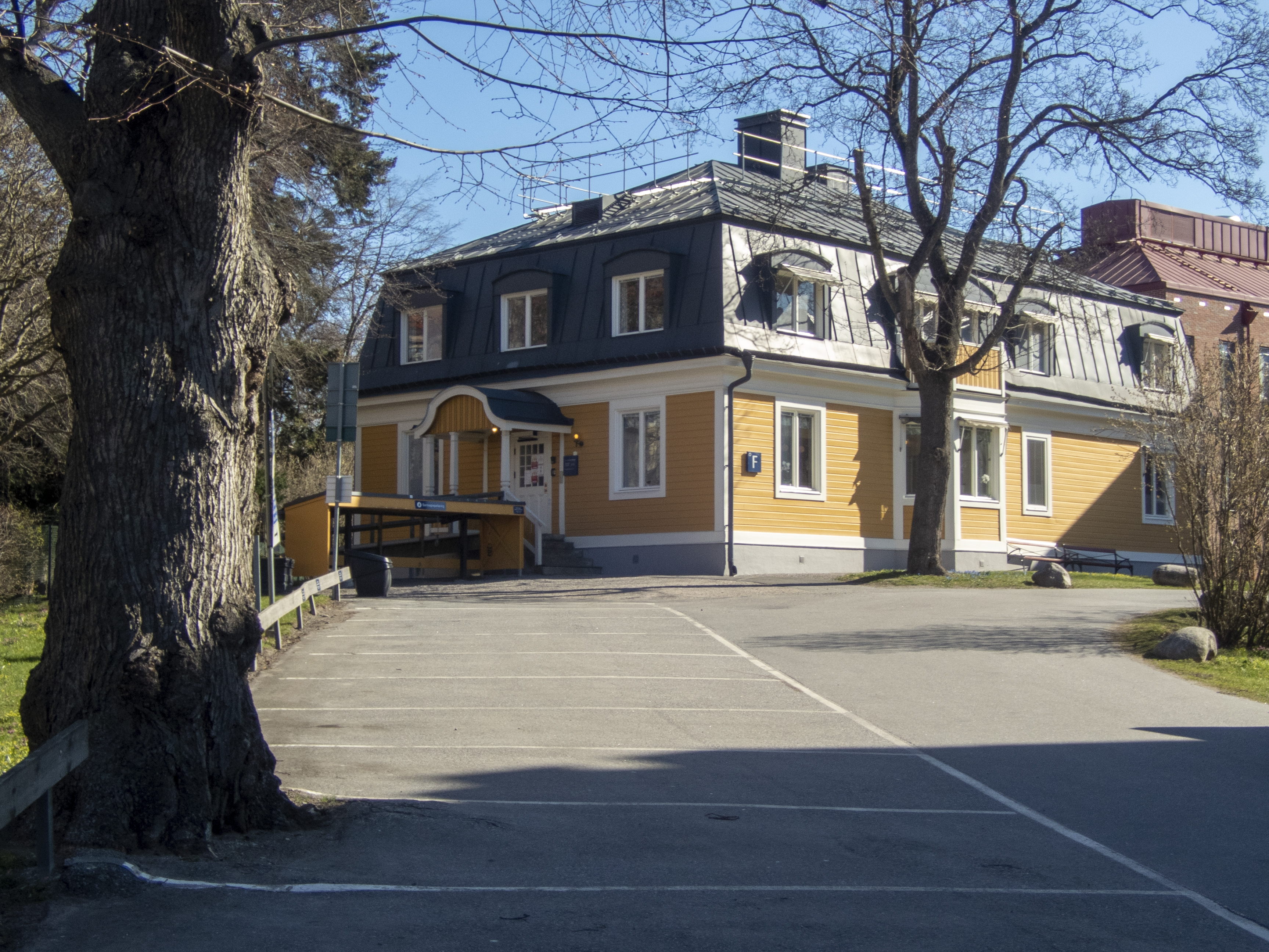
Prästboställe vid Sophiahemmet (1908–1909)
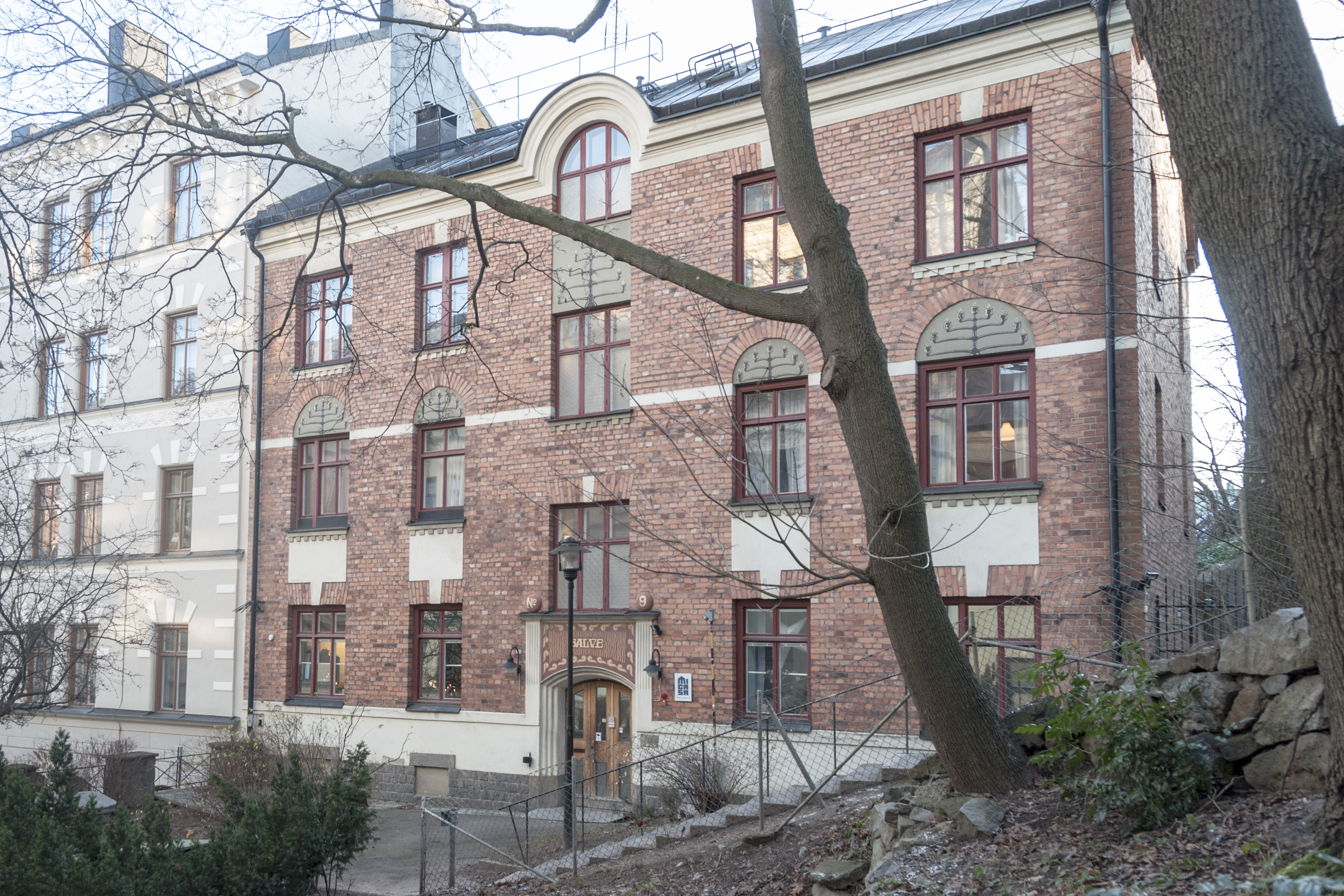
Vilan 3, Stockholm för Frälsningsarméns slum & räddningsverk (1909–1910)
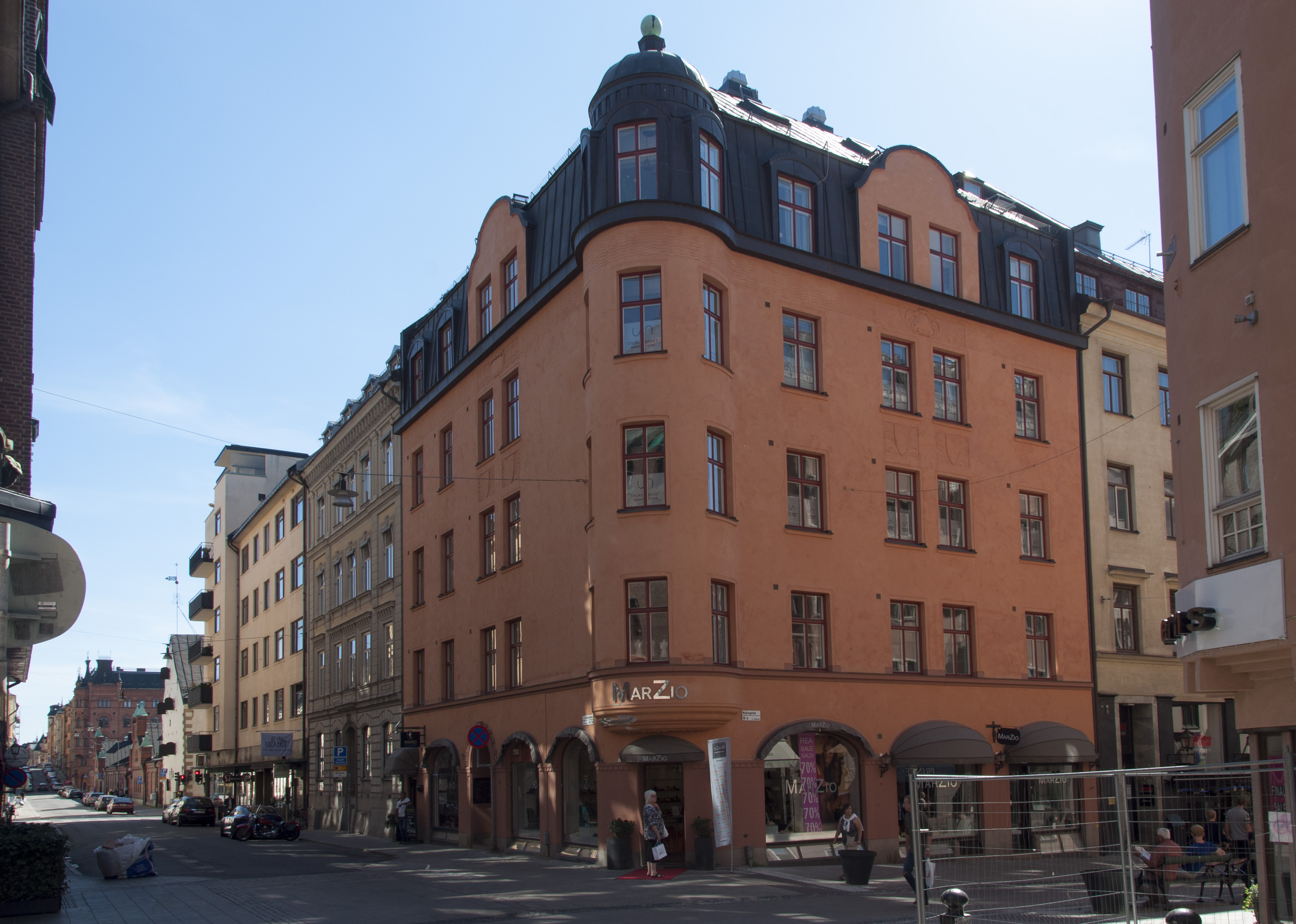
Sjömannen 5, Stockholm (1910–1912)